# Neopalicus
Neopalicus is een geslacht van kreeftachtigen uit de klasse van de Malacostraca (hogere kreeftachtigen).

## Soorten
- Neopalicus contractus (Rathbun, 1902)
- Neopalicus halihali Castro & Naruse, 2014
- Neopalicus jukesii (White, 1847)
- Neopalicus simulus Castro, 2010